# دمیترو نظروف
دمیترو نظروف (اوکراینی: Дмитро Аркадійович Назаров؛ زادهٔ ۳ اوت ۱۹۷۷) بازیکن فوتبال اهل اوکراین است.
از باشگاه‌هایی که در آن بازی کرده‌است می‌توان به باشگاه فوتبال تاوریا سیمفروپول و باشگاه فوتبال ماریوپول اشاره کرد.